# Gerhard Körner
Pour les articles homonymes, voir Körner.
Gerhard Körner, né le 20 septembre 1941 à Zwickau, est un footballeur international est-allemand. Il évoluait au poste de milieu de terrain.

## Biographie

### En club
Gerhard Körner est joueur du Vorwärts Berlin de 1960 à 1971,,.
Au total dans sa carrière, il dispute 276 matchs pour 50 buts marqués en Championnat de RDA. En compétitions européennes, il joue 17 rencontres pour aucun but marqué en Coupe des clubs champions et 6 matchs pour aucun but marqué en Coupe des vainqueurs de coupe.

### En équipe nationale
International est-allemand, il reçoit 33 sélections pour 4 buts marqués en équipe d'Allemagne de l'Est entre 1962 et 1969,.
Son premier match a lieu le 3 mai 1962 contre l'Union soviétique en amical (défaite 1-2 à Moscou).
Il inscrit son premier but le 17 décembre 1963 contre la Birmanie en amical (victoire 5-1 à Rangoun).
Il dispute trois rencontres pour le compte des éliminatoires de la Coupe du monde 1966 : l'équipe est-allemande finit deuxième de son groupe de qualification derrière la Hongrie.
Körner joue quatre matchs lors des qualifications pour l'Euro 1968 : il inscrit le 11 octobre 1967 un but contre le Danemark (victoire 3-2 à Leipzig). L'équipe est-allemande est à nouveau stoppée par la Hongrie, finissant deuxième du groupe de qualification.
Dans le cadre  des éliminatoires de la Coupe du monde 1970, il joue trois matchs. L'Allemagne de l'Est est cette fois barrée par l'Italie.
Son dernier match en sélection a lieu le 19 décembre 1969 contre le Égypte en amical (victoire 3-1 au Caire).
Körner fait partie de l'équipe d'Allemagne unifiée médaillée de bronze aux Jeux olympiques 1964. Il dispute cinq matchs lors de la compétition.

### Entraîneur
Il entraîne le FC Union Berlin en 1992 et l'Adlershofer BC en 1998.

## Palmarès
Allemagne unifiée
- Jeux olympiques :
  -  Bronze : 1964.